# ويليام إتش جونز
ويليام إتش جونز (بالإنجليزية: William H. Jones)‏ هو عسكري أمريكي، ولد في 1842 في مقاطعة ديفيدسون في الولايات المتحدة، وتوفي في 23 ديسمبر 1911 في Efland, North Carolina ‏ في الولايات المتحدة.